# دهستان سومار
دهستان سومار نام دهستانی در بخش سومار شهرستان قصر شیرین، استان کرمانشاه در ایران است. براساس سرشماری مرکز آمار ایران در سال ۱۳۸۵، جمعیت آن ۲۲۷ نفر (۶۴ خانوار) بوده‌است.